# Departamentul Flores
Departamentul Flores este un departament din Uruguay, poziționat în sud-vestul zonei centrale a țării. Capitala sa este Trinidad. Se învecinează cu departamentul Durazno la nord și est, cu departamentul Florida la sud-est, cu departamentul San José la sud și cu departamentul Soriano la vest. Densitatea populației sale este cea mai scăzută așa cum a rezultat în timpul recensământului din 2011, urmată îndeaproape de departamentele Durazno și Treinta y Tres.

## Istorie
Departamentul a fost format în 1885 dintr-o parte a departamentului San José, în timpul guvernării președintelui Máximo Santos. Este numit după fostul lider al Partidului Colorado, Venancio Flores, care s-a născut în Trinidad în secolul al XIX-lea.
Departamentul are multe site-uri de artă rupestră preistorică. Astfel de exemple de artă rupestră sunt concentrate în special în Chamangá.
Un alt loc de interes este Peștera Palatului.